# Síndrome de Capgras
A Síndrome de Capgras (ou Delírio de Capgras) é um raro transtorno no qual uma pessoa sofre de uma crença ilusória de que um conhecido, normalmente um cônjuge ou outro membro familiar próximo, foi substituído por um impostor idêntico. A síndrome de Capgras é classificada numa categoria de crenças ilusórias envolvendo erros de identificação a respeito de pessoas, lugares ou objetos. Pode ocorrer de forma aguda, passageira ou grave.
A ilusão é mais comum em pacientes com diagnóstico de esquizofrenia, embora possa ocorrer em variadas condições, como dano cerebral e demência.  Embora seja comumente chamada de síndrome por poder ocorrer com ou paralelamente a várias outras desordens e doenças, alguns pesquisadores argumentam que deveria ser considerada mais um sintoma de algo do que uma síndrome em si mesma.
Pode acontecer com qualquer pessoa após sofrer alguma lesão no cérebro, dependendo da parte do cérebro que foi lesionada e da gravidade da lesão.

## História
Seu nome faz referência a Joseph Capgras, psiquiatra francês que primeiro a descreveu em 1923 (artigo por Capgras e Reboul-Lachaux), que usaram o termo  "l'illusion des sosies" (a ilusão dos sósias) ao descrever o caso de uma francesa que reclamava de que vários sósias tomaram o lugar de seus conhecidos. O termo "ilusão" é sutilmente diferente de delírio na psiquiatria, de forma que "Delírio de Capgras" tem sido usado mais adequadamente.

## Manifestação
Este caso vem de um relato de 1991 feito por Passer e Warnock:
| “ | A senhora D., dona de casa, casada, 74 anos, recém-saída de sua primeira entrada psiquiátrica em um hospital local, apresentou-se a nós para uma segunda opinião. Na época de sua admissão, ela recebeu o diagnóstico de uma psicose incomum devido à sua crença de que seu marido fora substituído por um outro homem. Ela se recusou a dormir com o impostor, trancou seu quarto e porta à noite, pediu uma arma ao seu filho e lutou contra a polícia que tentou hospitalizá-la. Por vezes ela acreditava que seu marido era seu pai, há muito falecido. Ela reconhecia outros membros da família e confundia apenas seu marido. | ” |

## Causas
Algumas das primeiras pistas para possíveis causas do delírio de Capgras foram sugeridas pelo estudo de pacientes com dano cerebral que desenvolveram prosopagnosia, ou seja, incapacidade de reconhecer rostos. Porém, um estudo de 1984 por Bauer mostrou que mesmo sem reconhecimento consciente, os pacientes emitiam sinais (respostas galvânicas através da pele) ao serem confrontados com rostos familiares, sugerindo que haja uma maneira consciente e uma não-consciente de reconhecimento facial.
Em um artigo de 1990 do British Journal of Psychiatry, os psicólogos Hadyn Ellis e Andy Young levantaram a hipótese de que pacientes com o delírio de Capgras possam ter uma 'imagem-espelhada' da propagnosia, ou seja, que suas capacidades conscientes de reconhecimento operem corretamente, mas que tenham danificada a sua habilidade emocional de reconhecer pessoas. Isso levaria à sensação de reconhecer alguém, mas sentir que "algo não está certo" com essa pessoa (que está "faltando alguma coisa").
As emoções que sentimos ficam codificadas nas imagens que vemos e nesta síndrome a imagem se separa da emoção, gerando assim um desconhecimento de alguém próximo.